# Gian (personaggio)
(Solita frase che esclama Gian quando insegue qualcuno per picchiarlo)
Takeshi Gōda (剛田 武?, Gōda Takeshi) detto Gian (ジャイアン?, Jaian), chiamato Giangi nella prima edizione italiana, è un personaggio del manga e anime Doraemon.

## Biografia del personaggio
Gian è un bullo caratterizzato dall'estrema forza fisica, che spesso usa per costringere la maggior parte dei ragazzi della zona a prestargli fumetti o giocattoli; il ragazzo è infatti un ottimo atleta ed è abile in vari sport, quali il baseball, il calcio, la lotta e il sumo. Il suo bersaglio principale è Nobita Nobi, che ricorre all'aiuto di Doraemon facendosi prestare uno dei suoi chiusky per vendicarsi del bullo, anche se spesso Gian riesce a rubarglieli. A volte persino Suneo Honekawa, il suo migliore amico e braccio destro, viene preso di mira dal bullo. Infatti talvolta Suneo mostra di essere amico di Gian solo per opportunismo e per ricevere un'adeguata "protezione". Sembra che il motivo di tanta prepotenza derivi anche dalle scarse finanze della famiglia Gōda: i genitori hanno un negozio che gestiscono da soli ed il ragazzo, oltre ad aiutarli controvoglia, viene ricompensato con una misera paghetta, che naturalmente non gli basta mai, ragione per cui Gian usa la forza con gli altri ragazzi per farsi prestare (e poi non restituire) qualunque cosa non riesca a comprare. Suneo è forse l'unico del quartiere a non averne così paura, anche perché essendo ricco può permettersi di soddisfare le sue richieste e quindi di "comprarlo".
Gian ha una sorella minore, Jaiko, nei confronti della quale è estremamente premuroso e persino affettuoso, cercando anche di promuovere la passione di quest'ultima nel disegnare i manga. Jaiko è una bambina bruttina e un po' sovrappeso, ma non viene mai presa in giro, perché Gian non lo permetterebbe. Sebbene non abbia paura di niente e di nessuno, Gian è intimorito dalla madre, che a volte lo obbliga a rimanere a gestire il negozio e ad effettuare consegne mediante la bici. Infatti l'unico terrore di Gian è sua madre che quando lo scopre a bighellonare ignorando il suo lavoro nel negozio lo punisce in modo esemplare. Anche il maestro gli incute una certa soggezione. Inoltre Gian, come tutti i ragazzi del quartiere, ha paura del signor Kaminari, un uomo anziano che abita nella casa dietro al parco dove i bambini giocano. A volte capita che con la palla rompe una sua finestra o i suoi bonsai (delle piante a cui dedica molta attenzione) e allora il signor Kaminari va su tutte le furie prendendo un bastone e inseguendo il presunto colpevole.
Gian mostra in alcune occasioni anche un lato più sensibile, specie con la sorella e con la madre, da cui però ha avuto ben poco affetto da quando è cresciuto (questa è un'altra causa del suo brutto carattere).  Malgrado la sua prepotenza, il ragazzo è comunque sempre pronto ad aiutare i suoi amici nel caso si trovino in difficoltà.
Da piccolo Gian era molto vivace, ma non prepotente. Sembra anzi che fosse amico con Nobita, e che i due passassero molto tempo insieme a giocare. In seguito Gian rimuoverà questo periodo anche a causa della preponderante amicizia con Suneo. 
Nella storia sia sua madre che sua sorella sono personaggi secondari ma ricorrenti, mentre suo padre appare solo in pochissimi episodi. Si sa che ha un cugino adulto, ancora più forte e irascibile dello stesso Gian (che ne è intimorito) e uno zio campione di judo. Lo zio è sempre stato un idolo per Gian tanto che voleva imparare alcune mosse, ma cambia in fretta idea quando lo zio lo informa che il judo non è un modo per imporre la propria forza, bensì una disciplina al servizio dei più deboli (significa appunto "gentilezza").
Nelle situazioni più disperate, Gian vuole sempre dimostrare, talvolta fallendo, di essere più forte in qualcosa: per esempio quando si mette a torso nudo durante una nevicata per far vedere chi resiste al freddo (ma si prenderà un serio malanno), quando obbliga i suoi amici a vestirsi pesanti in una torrida giornata estiva per una prova di resistenza (ma sarà il primo a spogliarsi) o quando si vanta di essere un esperto esploratore (ma si perderà in una foresta insieme ai suoi amici).
Tra le passioni di Gian c'è la cucina, anche se i suoi piatti non riscuotono mai il successo sperato, siccome il ragazzo è sempre solito inserire ingredienti non commestibili. Come Nobita, Gian non ama studiare e per badare al negozio trascura spesso i doveri scolastici, prendendo la valutazione minima in quasi tutti i compiti in classe (ragione per cui ha soggezione del maestro) e tende ad arrivare tardi a scuola (anche se non spesso come Nobita). Ha invece ottimi risultati nelle materie sportive, dove può dimostrare la sua forza.
Gian è capitano dei Giant, la squadra di baseball del quartiere, di cui è anche primo lanciatore ed allenatore. Spesso la squadra perde i tornei cittadini contro i rivali Tiranos e Gian se la prende sempre con Nobita, (anche quando quest'ultimo non c'entra) semplicemente per il fatto che è il peggior giocatore della squadra, costringendolo a lunghi e faticosi allenamenti per cercare di migliorare le sue prestazioni (con scarsi risultati, dal momento che Nobita è svogliato e non portato per gli sport). Le poche volte che Nobita riesce a fare un punto Gian si commuove e lo incoraggia ad impegnarsi, anche se in modo brusco. Prova invece ammirazione per Dekisugi, sebbene quest'ultimo sia più bravo di lui pur non giocando nei Giant frequentemente (soprattutto per evitare di rubargli la scena).
Oltre ad esserne molto amico, Gian subisce il fascino e la dolcezza di Shizuka, e accetta che la ragazza lo rimproveri per il suo carattere, arrivando anche a smettere di maltrattare Nobita se la richiesta viene fatta da lei. Quando però è Shizuka a subire un torto, lui è ben felice di vendicarlo. Qualche volta lo si è visto innamorato di una ragazza, ma non a lungo, soprattutto a causa del fatto che i suoi tentativi di conquista sono quasi sempre falliti.
Il sogno più grande di Gian è diventare un famoso cantante, e di conseguenza obbliga numerose volte gli amici ad assistere ai suoi concerti; sotto richiesta di Gian, Nobita è stato costretto a creare per lui un fan-club e a presenziare alle sue lezioni di canto. In realtà, Gian viene considerato da tutti un pessimo cantante in quanto ha una voce terribile (anche se nessuno osa dirglielo).
Il soprannome del personaggio, Gian (ジャイアン?, Jaian), proviene dalla traslitterazione del termine inglese Giant (lett. "gigante") ed è un riferimento alla forza e alle dimensioni del personaggio. In Italia, la forma completa Giant è stata utilizzata solo in occasione della raccolta curata da Star Comics nel 2005, venendo poi sostituita dalla forma abbreviata Gian, proposta nelle serie animate e nelle pellicole ad esse correlate. Nella versione originale alcuni personaggi (come Shizuka e gli adulti) lo chiamano col suo vero nome Takeshi, mentre nel doppiaggio italiano viene sempre chiamato Gian da tutti.
Nel futuro, Gian non perderà la sua prepotenza e continuerà a gestire il negozio dei suoi (la casa dei Gōda sarà l'unica del vecchio quartiere a non essere abbattuta). Molto probabilmente anche a causa del definitivo scemare del suo grande sogno di vita di diventare un cantante da adulto avrà anche un serio problema di alcolismo, in quanto lo si vedrà spesso ubriaco.